# Lucelle JU
| JU ist das Kürzel für den Kanton Jura in der Schweiz. Es wird verwendet, um Verwechslungen mit anderen Einträgen des Namens Lucelle zu vermeiden. |

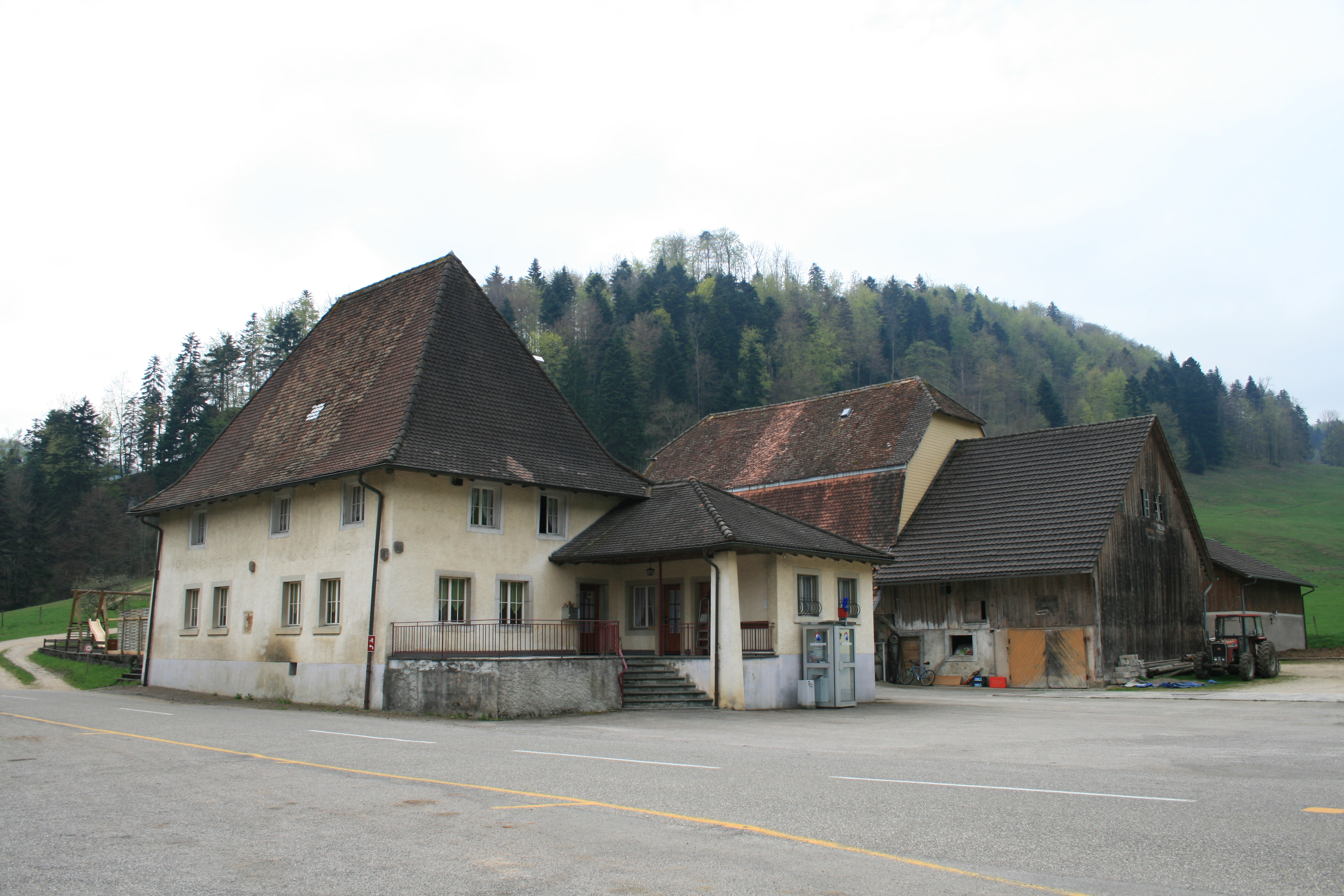
Häuserensemble im Weiler Lucelle

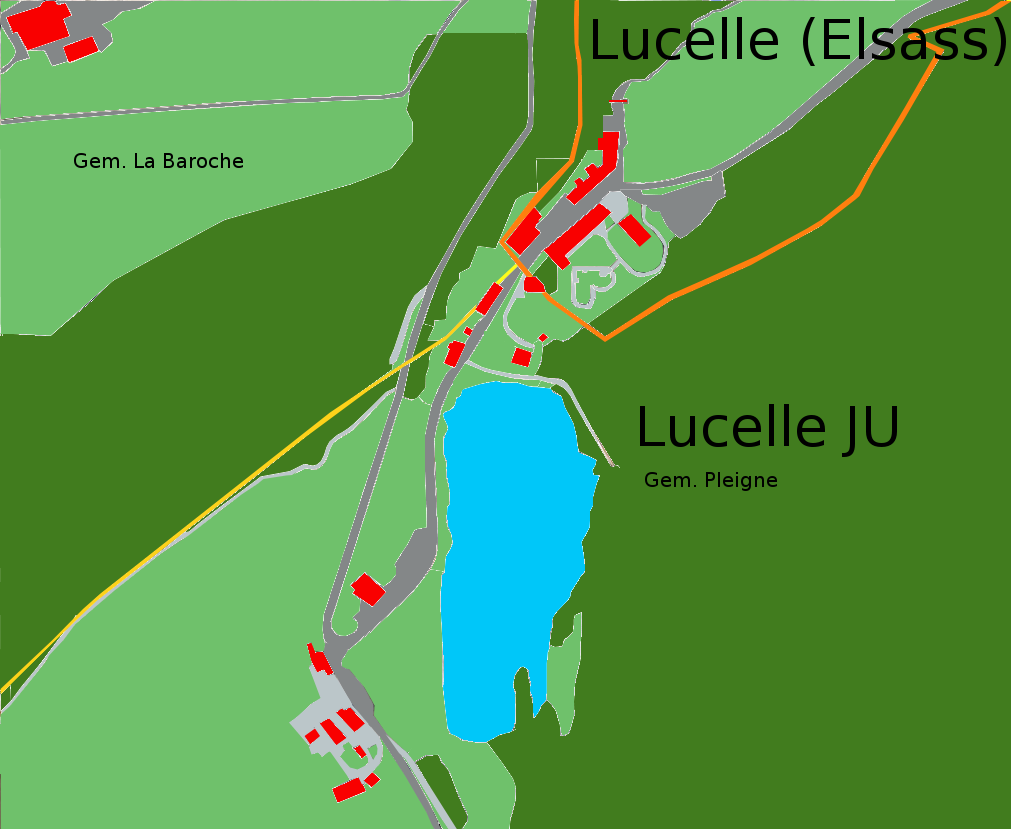
Lützel/Lucelle

Lucelle (dt.: Lützel) ist ein Teilort der Schweizer Gemeinde Pleigne (Kanton Jura). Er liegt an einem gestauten See der Lützel, unmittelbar an der Grenze zu Frankreich.
Die Ursprünge des Weilers gehen auf Siedlungstätigkeiten der ehemaligen, zweisprachigen Zisterzienserabtei Lützel zurück, die sich in unmittelbarer Nachbarschaft befindet, jedoch auf der anderen Seite der Grenze, im französischen Nachbarort Lucelle.
Der Weiler liegt im Südteil des durch Staatsgrenzen geteilten Lützeler Klosterterritoriums. Dieser südliche Teil gehörte zum Fürstbistum Basel und kam 1815 zur Schweiz. (Der Nordteil, mit den Hauptgebäuden des Klosters, gehört seit 1648 zu Frankreich.) Anschliessend wurde dieses Territorium auf die französischsprachigen Gemeinden Pleigne, Charmoille JU und Bourrignon verteilt, das Gebiet des Weilers kam zu Pleigne.